# Gießener Zeitung
Die Gießener Zeitung ist laut eigener Beschreibung „Deutschlands erste Mitmachzeitung“. Sie wird seit September 2008 zunächst zweimal in der Woche mittwochs und samstags, seit September 2015 nur noch samstags mit vier Lokalausgaben als kostenlose Druckausgabe in den rund 128.000 Haushalten der Stadt und des Landkreises Gießen sowie den Gemeinden Lahnau, Dutenhofen, Münchholzhausen und Hüttenberg (Lahn-Dill-Kreis) verteilt.
Beim laufend aktualisierten Onlineportal giessener-zeitung.de schreiben Leserreporter (sogenannte „Bürgerreporter“) – Bürger und Vereine aus der Region – und werden in die Redaktionsarbeit einbezogen, indem ihre Artikel und Fotos, Kommentare und Veranstaltungstipps das Themenspektrum erweitern. Die Gießener Zeitung verzichtet auf überregionale Themen und beschränkt sich auf Regionales aus dem Gießener Umfeld. Eine Beitragsauswahl der Online-Ausgabe erscheint jeweils in der Druckausgabe der Gießener Zeitung.
Gesellschafter des Verlages GZ Medien GmbH sind zu je gleichen Teilen die Hitzeroth Druck + Medien GmbH & Co. KG, Marburg (Verlag der Oberhessischen Presse), sowie das Druck- und Pressehaus Naumann GmbH & Co. KG, Gelnhausen (Verlag der Gelnhäuser Neuen Zeitung). Geschäftsführer der Gesellschaft sind Jochen Grossmann und Ileri Meier.
Der Verlag in Gelnhausen gehört mehrheitlich zur Verlagsgesellschaft Madsack in Hannover.